# Kulilompolo
Kulilompolo är en sjö i Kiruna kommun i Lappland och ingår i Torneälvens huvudavrinningsområde. Sjön har en area på 0,124 kvadratkilometer och ligger 347,4 meter över havet. Kulilompolo ligger i Torneträsk-Soppero fjällurskog Natura 2000-område.

## Delavrinningsområde
Kulilompolo ingår i det delavrinningsområde (754137-174352) som SMHI kallar för Utloppet av Kulijärvi. Medelhöjden är 376 meter över havet och ytan är 16,31 kvadratkilometer. Det finns inga avrinningsområden uppströms utan avrinningsområdet är högsta punkten. Kulijoki som avvattnar avrinningsområdet har biflödesordning 3, vilket innebär att vattnet flödar genom totalt 3 vattendrag innan det når havet efter 347 kilometer. Avrinningsområdet består mestadels av skog (73 procent) och sankmarker (19 procent). Avrinningsområdet har 1,28 kvadratkilometer vattenytor vilket ger det en sjöprocent på 7,8 procent.